# Horst Bodenstein
Horst Bodenstein (* 16. Juni 1927 in Bad Eilsen; † 22. Februar 2000 in Stade) war ein deutscher Leichtathlet. 
Bodenstein war viermal Deutscher Meister im Fünfkampf (1952, 1953, 1954 und 1956). Er folgte damit Friedel Schirmer, der sich auf den Zehnkampf konzentrierte. Er startete bis 1949 für den VfL Bückeburg, von 1950 bis 1955 für TK Hannover und ab 1956 für Post-SV Hannover.